# Chennai Open 2006 - Qualificazioni singolare
Le qualificazioni del singolare  del Chennai Open 2006 sono state un torneo di tennis preliminare per accedere alla fase finale della manifestazione. I vincitori dell'ultimo turno sono entrati di diritto nel tabellone principale. In caso di ritiro di uno o più giocatori aventi diritto a questi sono subentrati i lucky loser, ossia i giocatori che hanno perso nell'ultimo turno ma che avevano una classifica più alta rispetto agli altri partecipanti che avevano comunque perso nel turno finale.
Le qualificazioni del torneo Chennai Open  2006 prevedevano 32 partecipanti di cui 4 sono entrati nel tabellone principale.

## Teste di serie
1. Danai Udomchoke (secondo turno)
2. Marc Gicquel (Qualificato)
3. Michael Berrer (Qualificato)
4. Iván Navarro (Qualificato)

1. Michal Mertiňák (ultimo turno)
2. Rajeev Ram (ultimo turno)
3. Harsh Mankad (secondo turno)
4. Florin Mergea (secondo turno)

## Qualificati
1. Rohan Bopanna
2. Marc Gicquel

1. Michael Berrer
2. Iván Navarro

## Tabellone

### Legenda
| - Q = Qualificato - WC = Wild card - LL = Lucky loser | - ALT = Alternate - SE = Special Exempt - PR = Protected Ranking | - w/o = Walkover - r = Ritirato - d = Squalificato |

### Sezione 1
|  | Primo turno               | Primo turno               | Primo turno               | Primo turno | Primo turno |  |  | Secondo turno | Secondo turno     | Secondo turno     | Secondo turno | Secondo turno |    |   | Ultimo turno | Ultimo turno  | Ultimo turno  | Ultimo turno | Ultimo turno |  |
|  |                           |                           |                           |             |             |  |  |               |                   |                   |               |               |    |   |              |               |               |              |              |  |
|  | 1                         | Danai Udomchoke           | 5                         | 6           | 6           |  |  |               |                   |                   |               |               |    |   |              |               |               |              |              |  |
|  |                           | Ti Chen                   | 7                         | 2           | 2           |  |  | 1             | Danai Udomchoke   | 6                 | 4             | 2             |    |   |              |               |               |              |              |  |
|  | Rohan Bopanna             | Rohan Bopanna             | Rohan Bopanna             | 6           | 6           |  |  |               | Rohan Bopanna     | 4                 | 6             | 6             |    |   |              |               |               |              |              |  |
|  | Marcin Matkowski          | Marcin Matkowski          | Marcin Matkowski          | 3           | 4           |  |  |               |                   |                   |               |               |    |   |              | Rohan Bopanna | Rohan Bopanna | 7            | 6            |  |
|  | Vivek Subramanian         | Vivek Subramanian         | Vivek Subramanian         | 6           | 6           |  |  |               |                   | 6                 | Rajeev Ram    | Rajeev Ram    | 62 | 4 |              |               |               |              |              |  |
|  | N. Vijay Sundar Prashanth | N. Vijay Sundar Prashanth | N. Vijay Sundar Prashanth | 2           | 3           |  |  |               | Vivek Subramanian | Vivek Subramanian | 1             | 1             |    |   |              |               |               |              |              |  |
|  | 6                         | Rajeev Ram                | Rajeev Ram                | 6           | 6           |  |  | 6             | Rajeev Ram        | Rajeev Ram        | 6             | 6             |    |   |              |               |               |              |              |  |
|  |                           | Vinod Sridhar             | Vinod Sridhar             | 1           | 3           |  |  |               |                   |                   |               |               |    |   |              |               |               |              |              |  |

### Sezione 2
|  | Primo turno                | Primo turno                | Primo turno                | Primo turno | Primo turno |  |  | Secondo turno | Secondo turno    | Secondo turno | Secondo turno    | Secondo turno    |    |   | Ultimo turno | Ultimo turno | Ultimo turno | Ultimo turno | Ultimo turno |  |
|  |                            |                            |                            |             |             |  |  |               |                  |               |                  |                  |    |   |              |              |              |              |              |  |
|  | 2                          | Marc Gicquel               | Marc Gicquel               | 6           | 6           |  |  |               |                  |               |                  |                  |    |   |              |              |              |              |              |  |
|  |                            | Karan Rastogi              | Karan Rastogi              | 2           | 3           |  |  | 2             | Marc Gicquel     | Marc Gicquel  | 6                | 7                |    |   |              |              |              |              |              |  |
|  | Simon Stadler              | Simon Stadler              | Simon Stadler              | 6           | 6           |  |  |               | Simon Stadler    | Simon Stadler | 3                | 64               |    |   |              |              |              |              |              |  |
|  | Kittiphong Wachiramanowong | Kittiphong Wachiramanowong | Kittiphong Wachiramanowong | 3           | 1           |  |  |               |                  |               |                  |                  |    |   | 2            | Marc Gicquel | Marc Gicquel | 7            | 6            |  |
|  | Michael Kohlmann           | Michael Kohlmann           | Michael Kohlmann           | 6           | 6           |  |  |               |                  |               | Michael Kohlmann | Michael Kohlmann | 64 | 3 |              |              |              |              |              |  |
|  | Jeevan Nedunchezhiyan      | Jeevan Nedunchezhiyan      | Jeevan Nedunchezhiyan      | 3           | 4           |  |  |               | Michael Kohlmann | 3             | 7                | 6                |    |   |              |              |              |              |              |  |
|  | 7                          | Harsh Mankad               | Harsh Mankad               | 6           | 6           |  |  | 7             | Harsh Mankad     | 6             | 5                | 4                |    |   |              |              |              |              |              |  |
|  |                            | Kamala Kannan              | Kamala Kannan              | 3           | 3           |  |  |               |                  |               |                  |                  |    |   |              |              |              |              |              |  |

### Sezione 3
|  | Primo turno         | Primo turno              | Primo turno              | Primo turno | Primo turno |  |  | Secondo turno | Secondo turno       | Secondo turno       | Secondo turno       | Secondo turno       |   |   | Ultimo turno | Ultimo turno   | Ultimo turno   | Ultimo turno | Ultimo turno |  |
|  |                     |                          |                          |             |             |  |  |               |                     |                     |                     |                     |   |   |              |                |                |              |              |  |
|  | 3                   | Michael Berrer           | Michael Berrer           | 6           | 6           |  |  |               |                     |                     |                     |                     |   |   |              |                |                |              |              |  |
|  |                     | Ranjeet Virali-Murugesan | Ranjeet Virali-Murugesan | 2           | 0           |  |  | 3             | Michael Berrer      | 6                   | 5                   | 6                   |   |   |              |                |                |              |              |  |
|  | Somdev Devvarman    | Somdev Devvarman         | Somdev Devvarman         | 6           | 6           |  |  |               | Somdev Devvarman    | 3                   | 7                   | 3                   |   |   |              |                |                |              |              |  |
|  | Luka Gregorc        | Luka Gregorc             | Luka Gregorc             | 1           | 4           |  |  |               |                     |                     |                     |                     |   |   | 3            | Michael Berrer | Michael Berrer | 6            | 7            |  |
|  | Mariusz Fyrstenberg | Mariusz Fyrstenberg      | Mariusz Fyrstenberg      | 7           | 6           |  |  |               |                     |                     | Mariusz Fyrstenberg | Mariusz Fyrstenberg | 4 | 5 |              |                |                |              |              |  |
|  | Ashutosh Singh      | Ashutosh Singh           | Ashutosh Singh           | 68          | 4           |  |  |               | Mariusz Fyrstenberg | Mariusz Fyrstenberg | 7                   | 7                   |   |   |              |                |                |              |              |  |
|  | 8                   | Florin Mergea            | Florin Mergea            | 7           | 2           |  |  | 8             | Florin Mergea       | Florin Mergea       | 5                   | 63                  |   |   |              |                |                |              |              |  |
|  |                     | Ashley Fisher            | Ashley Fisher            | 5           | 1r          |  |  |               |                     |                     |                     |                     |   |   |              |                |                |              |              |  |

### Sezione 4
|  | Primo turno                 | Primo turno                 | Primo turno                 | Primo turno | Primo turno |  |  | Secondo turno | Secondo turno       | Secondo turno   | Secondo turno   | Secondo turno |   |   | Ultimo turno | Ultimo turno | Ultimo turno | Ultimo turno | Ultimo turno |  |
|  |                             |                             |                             |             |             |  |  |               |                     |                 |                 |               |   |   |              |              |              |              |              |  |
|  | 4                           | Iván Navarro                | 3                           | 6           | 6           |  |  |               |                     |                 |                 |               |   |   |              |              |              |              |              |  |
|  |                             | Ravi-Shankar Pathanjali     | 6                           | 3           | 1           |  |  | 4             | Iván Navarro        | 6               | 4               | 6             |   |   |              |              |              |              |              |  |
|  | Sebastian Rieschick         | Sebastian Rieschick         | Sebastian Rieschick         | 6           | 6           |  |  |               | Sebastian Rieschick | 2               | 6               | 4             |   |   |              |              |              |              |              |  |
|  | Antonio De Santiago-Macanas | Antonio De Santiago-Macanas | Antonio De Santiago-Macanas | 0           | 0           |  |  |               |                     |                 |                 |               |   |   | 4            | Iván Navarro | 7            | 4            | 7            |  |
|  | Yves Allegro                | Yves Allegro                | 3                           | 6           | 7           |  |  |               |                     | 5               | Michal Mertiňák | 610           | 6 | 5 |              |              |              |              |              |  |
|  | Arun-Prakash Rajagopalan    | Arun-Prakash Rajagopalan    | 6                           | 1           | 5           |  |  |               | Yves Allegro        | Yves Allegro    | 4               | 3             |   |   |              |              |              |              |              |  |
|  | 5                           | Michal Mertiňák             | Michal Mertiňák             | 6           | 7           |  |  | 5             | Michal Mertiňák     | Michal Mertiňák | 6               | 6             |   |   |              |              |              |              |              |  |
|  |                             | Vijay Kannan                | Vijay Kannan                | 1           | 65          |  |  |               |                     |                 |                 |               |   |   |              |              |              |              |              |  |